# Các điều kiện dãy
Điều kiện dãy (tăng và giảm) là hai thuộc tính toán học trên các tập sắp thứ tự, được đưa ra đầu tiên bởi Emmy Noether trong bối cảnh đại số giao hoán.

## Định nghĩa
Trên một tập sắp thứ tự một phần (V,{\displaystyle \leq }), điều kiện dãy tăng chỉ thuộc tính sau:
- mọi dãy tăng {\displaystyle (x_{n})_{n\in \mathbb {N} }:x_{1}\leq x_{2}\leq x_{3}\leq \dots } các phần tử của V đều ổn định, nghĩa là tồn tại số nguyên {\displaystyle n} sao cho {\displaystyle x_{n}=x_{n+1}=x_{n+2}=\dots }

Chấp nhận tiên đề chọn phụ thuộc, nó tương đương với
- mọi tập con của V đều có một phần tử tối đại.

Điều kiện dãy giảm chỉ thuộc tính sau:
- mọi dãy giảm {\displaystyle (x_{n})_{n\in \mathbb {N} }:x_{1}\geq x_{2}\geq x_{3}\geq \dots } các phần tử của V đều ổn định, nghĩa là tồn tại số nguyên {\displaystyle n} sao cho {\displaystyle x_{n}=x_{n+1}=x_{n+2}=\dots }

Chấp nhận tiên đề chọn phụ thuộc, nó tương đương với
- mọi tập con của V đều có một phần tử tối tiểu.

## Mô-đun
Cho một vành giao hoán A. Một A-mô-đun được gọi là Noether (tương ứng Artin) nếu họ các mô-đun con của nó cùng với quan hệ bao hàm thỏa mãn điều kiện dãy tăng (tương ứng điều kiện dãy giảm).
Một vành giao hoán A được gọi là một vành Noether (Artin) nếu nó là một A-mô-đun Noether (Artin); hoặc tương đương, nếu họ các i-đê-an của nó thỏa mãn điều kiện dãy tăng (điều kiện dãy giảm).

## Bài viết liên quan
- Vành Noether
- Chiều dài mô-đun
- Định lý Krull về i-đê-an chính